# Marinka
Marinka (tiếng Ukraina: Мар'їнка) là một thành phố của Ukraina. Thành phố này thuộc tỉnh Donetsk. Thành phố này có diện tích ? km2, dân số theo điều tra dân số năm 2001 là 10722 người.. Trong lịch sử thì khu vực ngày nay là Marinka từng là một phần của Kalmius Palanka vốn là một đơn vị hành chính thế kỷ XVIII của Zaporizhian Sich.

## Chiến tranh
Vào tháng 6 năm 2015, thị trấn Marinka là nơi diễn ra trận chiến gần Marinka một ngày, cuộc xung đột nghiêm trọng đầu tiên sau khi ký kết hiệp ước Minsk II vào tháng 2 năm 2014, trong đó các lực lượng Ukraine tái chiếm giữ thị trấn này trở lại sau một cuộc tấn công DPR. Đến năm 2022, Nga mở chiến dịch Nga xâm lược Ukraina và trận chiến lần thứ hai ở nơi đây lại bắt đầu khi pháo kích vào thị trấn Marinka với cường độ ngày càng tăng từ ngày 17 tháng 2 năm 2022 đến ngày 22 tháng 2 năm 2022. Đến tháng 11 năm 2022, phần lớn thị trấn Marinka đã bị phá hủy, không còn dân thường và một số tòa nhà đổ nát còn sót lại sau cuộc giao tranh khốc liệt. Vào ngày 25 tháng 12 năm 2023, phía Nga cho biết lực lượng của họ đã chiếm trọn thành phố nhưng quân đội Ukraine ban đầu phủ nhận tuyên bố này cho đến ngày hôm sau khi Tổng tư lệnh Ukraine Valerii Zaluzhnyi xác nhận Marinka đã thất thủ.